# Nourlangie Rock
Nourlangie Rock är en kulle i Australien. Den ligger i kommunen West Arnhem och territoriet Northern Territory, omkring 220 kilometer öster om territoriets huvudstad Darwin. Toppen på Nourlangie Rock är 254 meter över havet, eller 203 meter över den omgivande terrängen. Bredden vid basen är 6,1 km.
Trakten runt Nourlangie Rock är nära nog obefolkad, med mindre än två invånare per kvadratkilometer.. Det finns inga samhällen i närheten.
I omgivningarna runt Nourlangie Rock växer huvudsakligen savannskog. Genomsnittlig årsnederbörd är 1 667 millimeter. Den regnigaste månaden är januari, med i genomsnitt 406 mm nederbörd, och den torraste är juni, med 1 mm nederbörd.